# Fritz Guppa
Fritz Guppa was een newwaveband uit Amsterdam.

## Geschiedenis
Fritz Guppa werd in 1977 opgericht door Richard Menger (percussie en zang), Joop Posthumus (gitaar), Jan Mom (drums en zang) en Rob Berndsen (gitaar en zang). Later dat jaar kwam Paul Oosterbaan er als bassist en zanger bij. De naam van de band is afgeleid van de naam Frank Zappa. In de thuisbasis aan de Oostoever, een jongerencentrum aan de oostkant van de Amsterdamse Sloterplas, werd gerepeteerd en vaak opgetreden. Snel daarna werd ook gespeeld in en rond Amsterdam, waarbij de grotere podia eveneens werden aangedaan.
Met Dicky Wals erbij als organist, keyboardspeler en zanger begon het eigen geluid rond 1980 vaste vorm aan te nemen. De band werd in die tijd geïnspireerd door de B-52's, Devo en de Talking Heads en dat was in hun geluid terug te horen. Met succes werd er voor Popkrant, een toenmalig populair VARA-radioprogramma op de dinsdagmiddag, een optreden verzorgd en dat genereerde veel optredens. Er werd op verzoek van Willem van Beusekom ook een jingle voor Popkrant gemaakt, maar deze mocht om auteursrechtelijke redenen niet gebruikt worden.
In de bezetting traden mutaties op: Richard Menger werd 'ontslagen' na een conflict met Jan Mom, Dicky Wals trad terug om zich toe te leggen op een solocarrière. Ernst-Jan Braakman trad toe als nieuwe bassist en Paul Oosterbaan werd zanger van de band. Guppa trad nog op in Paradiso, het Vondelpark, bij de opening van het toen hernieuwde theater Odeon, in De Weltschmerz, De Bajes (nu Max Euweplein) en tal van andere gelegenheden in en rond de hoofdstad. Onder invloed van Braakman veranderde het geluid van de band met invloeden van The Police, David Bowie, Level 42 en Powerplay. Langzamerhand raakte de sleet erop. Van een frisse, vervreemdende muzikale formatie werd Fritz Guppa meer een popband en raakte de rek eruit. Door het ontbreken van een management namen de optredens af en uiteindelijk, in 1985, hield de band op te bestaan. Jan Mom en Paul Oosterbaan gingen verder in de feest- en partyband De Grasparkieten van de inmiddels overleden Luc Taekema. Rob Berndsen speelde daarna nog in de Beatles-coverband The Bottles met zanger en gitarist Aart de Ruig (overleden 27 augustus 2008), zanger-bassist Sander de Ruig en drummer Remy Luttikhuizen, daarna speelde hij nog samen met Ernst-Jan Braakman, Tom Boeken en Daniël Leitao Ramos in de rockband Basta. Mom ging uiteindelijk de journalistiek in en Oosterbaan verhuisde naar Spanje.